# Mitsubishi Pajero
El Mitsubishi Pajero (Montero en països hispanoparlants i Shogun en el Regne Unit) és un automòbil tot-terreny produït pel fabricant japonès Mitsubishi. Va ser presentat oficialment en el Saló de Tòquio de 1982. El Pajero abasta quatre generacions, llançades en 1982, 1991, 1999 i 2006 respectivament. El Montero va ser el primer tot-terreny japonès a incorporar suspensió davantera independent i motor dièsel.